# Severiano Briseño
Severiano Briseño Chávez (San José de Canoas, San Luis Potosí, 21 de febrero de 1902 - Ciudad de México, 6 de octubre de 1988) fue un compositor mexicano. Fue socio fundador de la Sociedad de Autores y Compositores de México.

## Datos biográficos
Nació en la comunidad de San José de Canoas, municipio de Rioverde estado de San Luis Potosí, el 21 de febrero de 1902. A sus seis años, su familia emigró a la huasteca tamaulipeca. Desde muy temprano, tuvo inclinación hacia la música, y su aptitud para componer canciones fue impulsada por sus padres. Su primera canción, llamada "Escolleras", la dedicó al puerto tamaulipeco de Tampico.[cita requerida]
Con sus hermanos Guillermo y Rafael, formó el Trío Los Tamaulipecos, con el que llevaban serenatas en las noches porteñas. Más tarde cobró popularidad cuando una de sus canciones, "El toro requesón", sirvió para musicalizar la película Cuatro milpas. Sus canciones lograron popularidad, siendo de particular éxito "Caminito de Contreras" y "Ya lo pagarás con Dios", interpretadas por Lucha Reyes y el Mariachi Vargas de Tecalitlán.[cita requerida]
Más adelante, compuso "El corrido de Monterrey", con la que consiguió amplio respaldo a su carrera por parte de los industriales de la capital de Nuevo León. El mismo apoyo logró por parte de los habitantes de Sinaloa cuando compuso "El sinaloense", que popularizó su trío Los Tamaulipecos. A mediados de 1945, el Trío Tariácuri interpretó el corrido en un programa de radio en cadena nacional. El triunfo definitivo de la canción se dio cuando la Banda Los Guamuchileños la incorporó a su repertorio. A lo largo de los 50 años transcurridos desde que la compuso, esta canción ranchera fue interpretada por artistas renombrados como Lola Beltrán, El Charro Avitia, Valentín Elizalde,  Piporro, Juan Gabriel, Luis Aguilar (quien la hizo sumamente popular) y otros.[cita requerida]
Severiano Briseño formó parte del grupo de autores y compositores que fundaron la Sociedad de Autores y Compositores de México. Falleció el 6 de octubre de 1988.[cita requerida]